# Marie Gaulis
Marie Gaulis (Thonon-les-Bains, 26 oktober 1965 - La Chaux-de-Fonds, 19 september 2019) was een Zwitsers-Franse schrijfster, dichteres en vertaalster.

## Biografie
Marie Gaulis had een Zwitserse vader en een Franse moeder. Ze vertaalde werken uit het Nieuwgrieks en schreef zowel poëzie als proza. Ze woonde in La Chaux-de-Fonds en in Sydney. Ze overleed in 2019.

## Werken
- (fr)  Le Fil d'Ariane, 1993.
- (fr)  Ligne imaginaire, 1999.
- (fr)  Une littérature de l'exil : Vasso Kalamara et Antigone Kefala, deux écrivains grecs d'Australie, 2001.
- (fr)  Terra incognita, 2002.
- (fr)  Le Cœur couronné, 2004.
- (fr)  Lauriers amers, 2009.
- (fr)  Le Rêve des Naturels, 2012.
- (fr)  Le Royaume des oiseaux, 2016.